# Mèo Bambino
Mèo Bambino là một giống mèo được tạo ra bởi phép lai giống giữa giống Mèo Sphinx và giống Mèo Munchkin. Giống mèo này có chân ngắn, đôi tai to thẳng đứng và thường không có lông. Tuy nhiên, một số cá thể mèo Bambino vẫn có lông.

## Từ nguyên
Mèo giống Bambino đầu tiên được đăng ký vào năm 2005. Nó được đăng ký bởi TICA vào năm 2005 như là một giống thí nghiệm, thí nghiệm Bambino, vào năm 2006. "Bambino" có nghĩa là "em bé" trong tiếng Ý, giống như những con mèo có hình dáng làm cho con người liên tưởng đến hình ảnh của một đức bé.

## Bộ lông và chải chuốt
Mặc dù một số cá thể mèo Bambino không có lông, nhưng chúng có thể có một lớp lông lông ngắn và khá đẹp. Mèo Bambino có làn da nhăn nheo, làm cho việc cảm nhận làn da của chúng khi sờ vào tương tự như làn da của sơn dương. Việc thường xuyên chải chuốt cho mèo Bambino là khá cần thiết để loại bỏ các chất tiết bã nhờn từ da. Việc tắm rửa cho mèo Bambino hàng tuần cũng được khuyến nghị. Khi bắt đầu tập tắm ở độ tuổi còn nhỏ, mèo Bambino có thái độ tốt trong thời gian tắm. Nếu việc chải chuốt và tắm rửa không được thực hiện thường xuyên, Bambino có thể trở nên nhớt khi chạm vào và/hoặc bị phát triển các vấn đề về da. Lông mèo Babimo rụng rất ít. Trái với niềm tin phổ biến rằng là một tác nhân gây dị ứng, mèo Bambino lại không gây dị ứng. Mèo Bambino vẫn sản sinh ra mùi khó ngửi, tuy nhiên vẫn ít hơn các giống mèo khác.